# راسيل دومينغو
راسيل دومينغو (بالإنجليزية: Russell Domingo)‏ (30 أغسطس 1974 في جنوب أفريقيا - ) هو لاعب كريكت جنوب أفريقي.

## وصلات خارجية
- راسيل دومينغو على موقع إي آس بي آن كريك إنفو (الإنجليزية)